# Krasznahorvát
Krasznahorvát (románul: Horoatu Crasnei) település Romániában, Szilágy megyében.

## Fekvése
Zilahtól délnyugatra, a Kraszna folyó jobb partján, Palicka és Kraszna közt fekvő település.

## Története
Az Árpád-kori település Krasznahorváti nevét 1270-ben már említették az oklevelek, mint a krasznai várhoz tartozó helyet. Ekkor István király kivette a várjobbágyság köteléke alól és határát is megjáratta. E határjáráskor felsorolták a következő helyneveket is: Eleupatak, Berch, Bugarffyu, Serdunke, Kevesberch, Zolina, Rathun, Grazna, Pechel. 
1353-ban I. Lajos király a kraszna megyei Horwat birtokot Báthori Lászlónak adta.
1471 előtt a Horváti Peres család birtokaként jegyezték.
1475-ben Mátyás király Szentannai (Czecz?) István e birtokát Keczeli Szele Mártonnak adta hű szolgálataiért.
1496-ban Keczeli Szele Márton és néhai Balázs fiai István és Demeter Horwath nevű birtokát elkülönítették.
1533-ban Horvátinak és tartozékainak egy évi tizedét Báthory Istvánnak adományozta Statilius erdélyi püspök.
1549-ben Keczeli Szele lányokat Klárát, Annát, Elenát, Magdolnát és Orsolyát iktatták be egy itteni részbirtokba.
1576-ban somlyói Báthory István lengyel király a krasznavármegyei Horváth birtok tizedét a Bánffyaknak adományozta.
1695-ben Hidi Sándor valószínűleg e Horváth erdőjét zálogosította el Guthi Farkasnak.
1710-ben Bideskuti Boldizsár birtoka volt.
1808-ban végzett összeíráskor Kraszna-Horváth gróf Teleki Lajos, a Matolcsi, Dul, Jakab, Szilágyi, Karta, Butyka?,Ujfalvi, Gyulai, Szabó, Virág, Málnási, Vajna és Szegedi családok voltak a település birtokosai.
1847-ben 796 lakosa volt, ebből római katolikus 7, görögkatolikus 415, református 364, izraelita 8 volt.
1890-ben 632 lakosa volt, ebből 248 magyar, 6 német, 378 román, melyből 13 római katolikus, 378 görögkatolikus, 1 evangélikus, 225 református, 15 izraelita. A házak száma ekkor 133 volt.
Krasznahorvát a trianoni békeszerződés előtt Szilágy vármegye Krasznai járásához tartozott.

## Nevezetességek

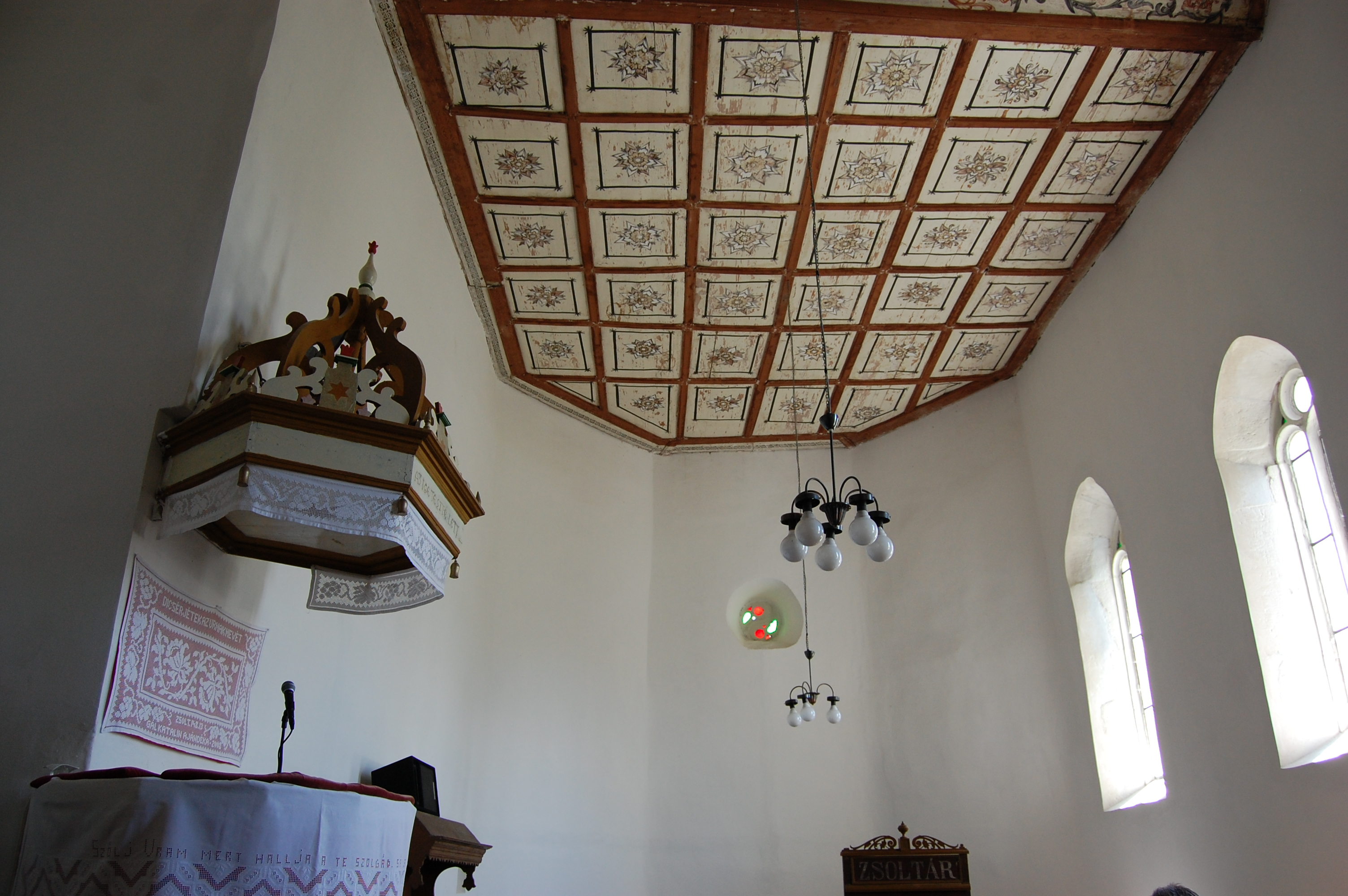
A református templom kazettái

- Református temploma.